# Гуровский заказник
Гуровский заказник (укр. Гурівський заказник) — ландшафтный заказник местного значения на Украине. Расположен в пределах Кропивницкого района Кировоградской области, между сёлами Анновка и Гуровка.
Занимает территорию 18,6 га. Статус присвоен согласно решению Кировоградского областного совета № 92 от 29 июля 1997 года. Образован с целью сохранения части лесного массива, в котором преобладают насаждения дуба.
Рядом с Гуровские заказником расположена ботанический памятник природы «Дубы Гуровского лесничества».